# San Elijo-Lagune

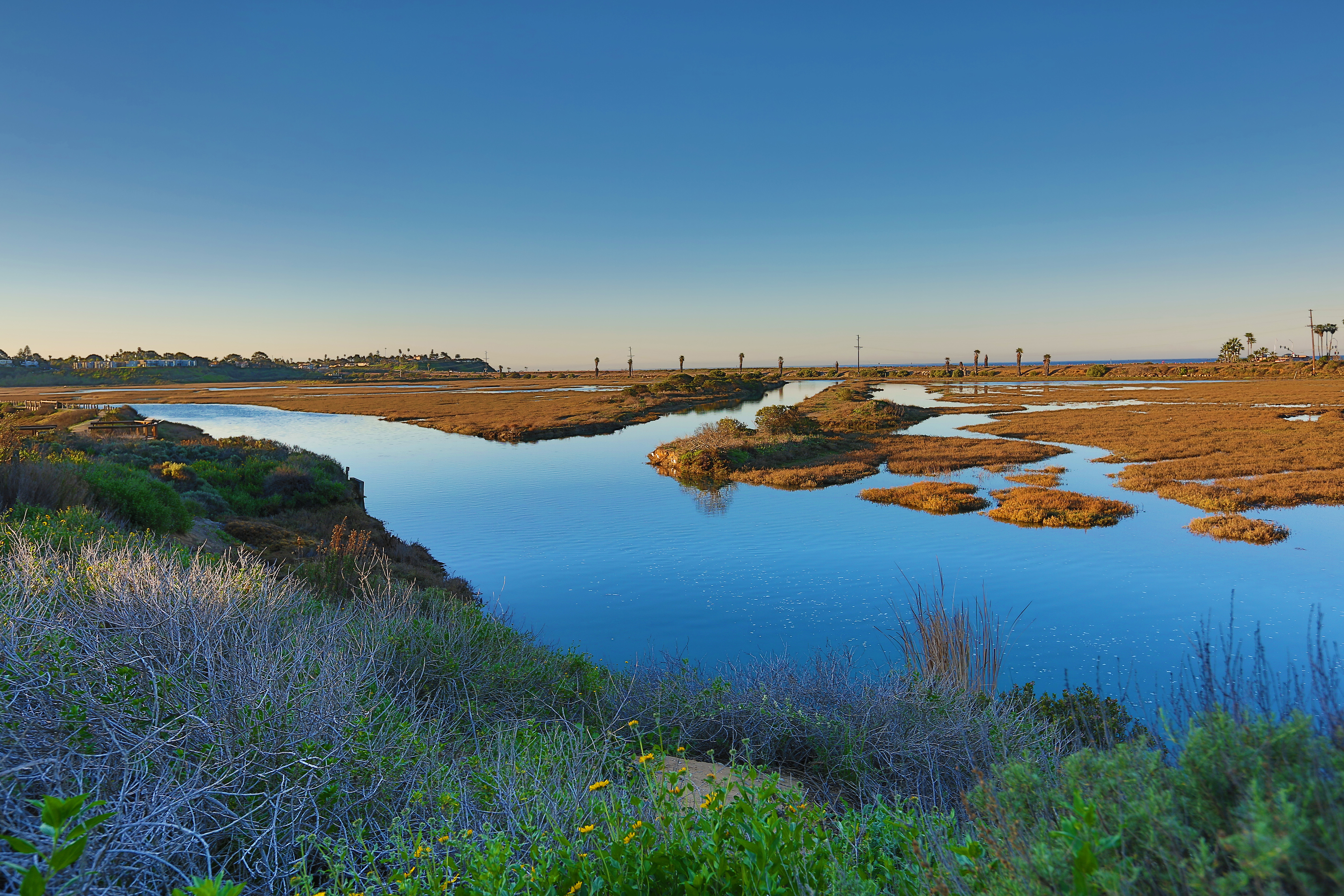
Lagune von San Elijo, 2015

Das Ökoreservat San Elijo-Lagune ist eine der größten verbliebenen Küstenfeuchtgebiete in San Diego County in Kalifornien.

## Geschichte
Indianerstämme jagten und sammelten sich mindestens 8500 Jahre vor der Ankunft europäischer Siedler an den Ufern des Meeresarms. Muschelhaufen, die Hinterlassenschaften früherer Jäger und Sammlergesellschaften, zeigen, dass die frühesten Einwohner stark auf Küstenressourcen angewiesen waren, darunter Lebensmittel wie Jakobsmuscheln, Sandmuscheln, Haie, Barrakudas, Thunfische und Ohrschnecken. In jüngerer Zeit besetzten die Kumeyaay das Gebiet. Sie lebten saisonabhängig nomadisch, um sowohl die Ressourcen entlang der Küste als auch die im Landesinneren zu nutzen.
Die ersten spanischen Siedler der Portola-Expedition benannten 1769 das Gebiet ‚‘San Alejo‘‘ zu Ehren des Heiligen Alexius.  In den frühen 1800er Jahren besiedelten Spanier und andere Europäer die Region und errichteten Rinderfarmen. Der kalifornische Goldrausch sorgte für einen stetig steigenden Zustrom an Menschen. Siedler gründeten die Gemeinde Olivenhain am Escondido Creek als experimentelle Bauerngemeinde. Landwirte durchpflügten und bepflanzten die Uferkorridore von der Mündung stromaufwärts. Es war das erste Mal, dass die Vegetation und das Gelände rund um die Lagune durch die Besiedlung radikal verändert wurde. Es wurden nicht heimische Pflanzen eingeführt, die sich später als sehr invasiv erwiesen.
Zwischen 1880 und 1940 wurden Deiche und Schutzdämme gebaut, die Entenjagd, Salzernte und Abwasserteiche für Siedler ermöglichten. Die beständigsten Änderungen waren der Bau der Santa Fe-Eisenbahn 1887, der California State Route 1 1891 und des Highways Interstate 5 1965. Für alle drei waren Aufschüttungen nötig, die die Wasserzirkulation und den natürlichen Zustrom von Meerwasser einschränkten.
Zusätzlich zur Umweltsanierung der Lagune und der erhaltenen Ländereien wurde im Jahr 2016 im Rahmen des Infrastrukturprojekts für den Korridor der Nordküsten geplant, Straßen- und Eisenbahnbrücken über die Lagune bis 2021 zu ersetzen.

## Geographie und natürliche Merkmale

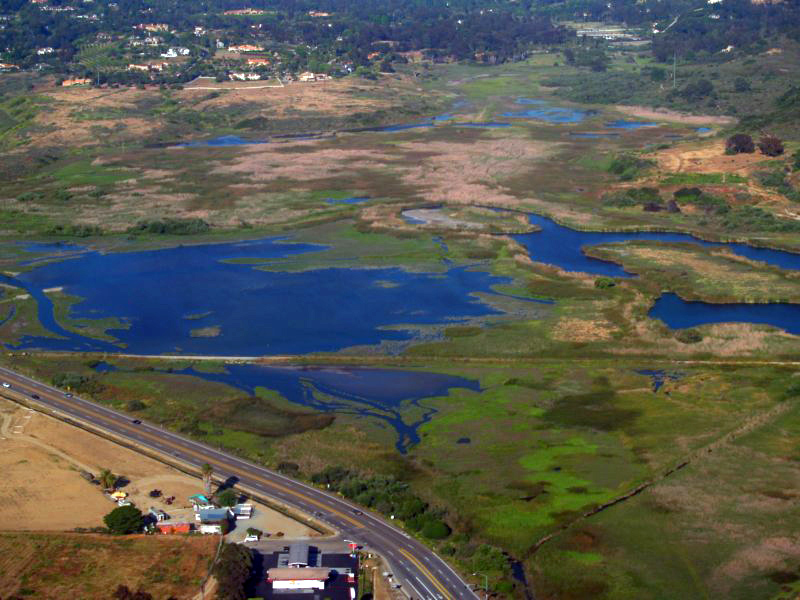
San Elijo-Lagune von einem Hubschrauber aus gesehen, 2011

Die Lagune liegt im südlichsten Teil der Stadt Encinitas und wird im Süden von Solana Beach und im Westen von Rancho Santa Fe und dem Pazifik begrenzt. Das Reservat umfasst eine Fläche von 3,7 Quadratkilometern. Die Lagune ist die Endspitze des Einzugsgebiets des Escondido Creek, welches eine Fläche von 218,98 km² umfasst. Das Wasser in der Lagune stammt aus dem Einzugsgebiet des Escondido Creek und dem Pazifik.
Das Reservat wird vom kalifornischen Ministerium für Fisch und Wild in San Diego County und der San Elijo Lagoon Conservancy (San Eljo-Lagune Schutzbehörde) verwaltet.

## Lebensraum und Tierwelt
Auf einer Fläche von 3,7 km² gibt es folgende sechs Pflanzengesellschaften: Küstenstrand, Salzwiese, Ufergestrüpp, Küstensalbeigestrüpp, Süßwassersumpf und gemischter Chaparral. Darin leben mehr als 300 Pflanzenarten, mindestens 23 Fischarten, 26 Säugetierarten, 20 Reptilien und Amphibien, mehr als 80 Wirbellose und 300 Vogelarten.
Die Lagune von San Elijo ist Teil des Einzugsgebiets des Escondido Creek. Auf einer Fläche von ungefähr 220 km², die sich vom Fuß der Berge bis zur Küste erstreckt, befinden sich die letzten Überreste eines gefährdeten Küstenlebensraums, der den nördlichen und südlichen Teil einer ökologischen wichtigen Region verbindet. Dieser Lebensraum an der Küste ist für das Habitat-Netzwerk von San Diego County und für das Fortbestehen einiger der am stärksten gefährdeten Arten Südkaliforniens von entscheidender Bedeutung, von denen viele nirgendwo anders vorkommen.

## Naturzentrum
Das Naturzentrum wurde im Frühjahr 2009 für die Öffentlichkeit geöffnet und ersetzte das frühere Zentrum, das 1988 eröffnet wurde. Das Naturzentrum bietet der Öffentlichkeit einen einzigartigen Einblick in die Anwendung von "grünen" Gebäudekonzepten. Das 520 m² große Gebäude wurde 2012 von LEED (Leadership in Energy and Environmental Design) des US-amerikanischen Green Building Council mit Platin ausgezeichnet. Das zweistöckige Gebäude besteht aus recycelten Materialien und basiert auf Sonnenenergie mit natürlichem Licht und Belüftung. Besucher können Sonnenkollektoren und bewässerte Dachpflanzen sehen. Recyceltes Wasser wird zur Bewässerung der Landschaften verwendet. Das Naturzentrum führt Führungen für Besucher durch.
Im Inneren befindet sich eine Ausstellung mit Exponaten aus Natur und Geschichte, die die Pflanzen- und Tiergesellschaften der Lagune, die Geschichte der amerikanischen Ureinwohner und die verschiedenen natürlichen und menschlichen Einflüsse, die dieses empfindliche Ökosystem beeinflussen, detailliert beschreiben. Das Naturzentrum San Elijo-Lagune wird vom San Diego County betrieben und gehört dem County.

## Freizeit
Insgesamt 13 km lange Wanderwege sind tagsüber geöffnet und schlängeln sich durch verschiedene Pflanzengesellschaften des Ökoreservats. Eine kurze Wanderung zu den Feuchtgebieten beginnt am Naturzentrum und führt in einer 400 m langen Schleife mit Blick auf die Lagune und die Tierbeobachtungen in den Salzwiesen durch das Gelände. Andere Strecken dauern ungefähr 1,5 Stunden. Die meisten gelten als leicht bis mittelschwer zum Wandern und Joggen. Hunde sind nur an der Leine erlaubt, um alle Wildtiere und natürlichen Ressourcen im kalifornischen Bundesstaat und im County-Reservat vollumfänglich zu schützen.

## Forschung und Wissenschaftliche Überwachung
Erfolgreiche Bemühungen des San Diego County und der San Elijo Lagoon Conservancy haben die Wasserqualität, den Lebensraum und die biologische Vielfalt erheblich verbessert. Es gibt aktiv gepflegte Projekte, die sich auf Wasserqualitätstests, Wiederherstellung des Lebensraums, invasive Pflanzenentfernung und Vogelzahl konzentrieren.
Es werden kontinuierliche und wöchentliche Messungen der Wasserqualität des Lagunenwassers durchgeführt, um das Wasser auf gelösten Sauerstoff, Temperatur, Salzgehalt, Chlorophyll und pH-Werte zu testen. Die Wassermessungen helfen dabei, die Gesundheit des Ökosystems zu bestimmen und auch, wann die Mündung der Lagune wieder geöffnet werden sollte. Die Mündung der Lagune am Cardiff State Beach wird nach dem letzten Wintersturm jedes Frühjahr ausgebaggert und wieder geöffnet. Die Öffnung der Lagunenmündung stellt die Gezeitenzirkulation zwischen Lagune und Ozean wieder her und sorgt für ein gesünderes Ökosystem.
Das Zurückbringen einheimischer Pflanzen und die Entfernung invasiver Pflanzenarten trägt ebenfalls zur Wiederherstellung des einheimischen Lebensraums bei. Dies ist wichtig, da zahlreiche Organismen auf Nahrung und Schutz durch einheimische Pflanzen angewiesen sind. Invasive Pflanzen stören das Ökosystem, indem sie die einheimische Vegetation verdrängen und konkurrieren. Die invasiven Pflanzen werden entweder durch Sprühen von Unkrautvernichtern oder durch manuelles Ziehen entfernt. Erst dann werden einheimische Pflanzen gepflanzt, um den Lebensraum wiederherzustellen.
In der Lagune werden monatlich Vogelzählungen durchgeführt. Ungefähr 40 % aller Vogelarten in Nordamerika wurden in der Lagune gesichtet. Dadurch lässt sich verfolgen, wie es einigen bedrohten und gefährdeten Arten geht.